# Evangelische Jungenschaft

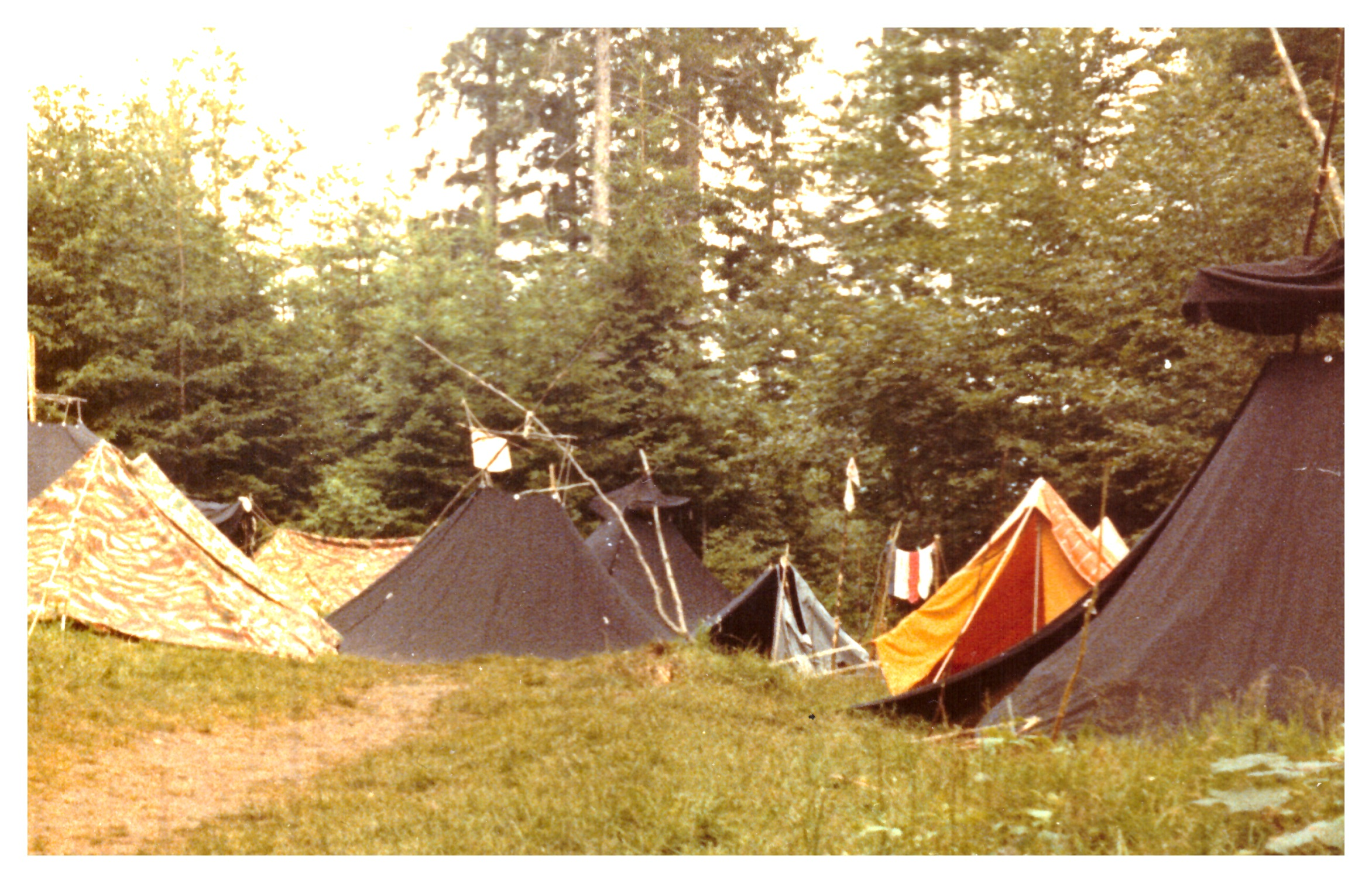
Pfingstlager der Evangelischen Jungenschaft Grenzland (ejg) 1967

Evangelische Jungenschaften sind Gruppen der evangelischen Jugend, die sich in der Tradition der bündischen Jugend sehen. Meist wurden die Jungenschaften in den 1960er Jahren gegründet und vertreten eine offene evangelische Theologie. Alle evangelischen Jungenschaften berufen sich auch auf die Tradition der von Eberhard Koebel (tusk) gegründeten dj.1.11. Mit wenigen Ausnahmen sind alle evangelischen Jungenschaften trotz des Namensbestandteils „Jungen-“ seit ihrer Gründung koedukativ ausgerichtet.
Kritik an christlichen Jungenschaften wird von nichtkonfessionellen Jungenschaftsgruppen geübt, da eine konfessionelle Bindung der Idee des „selbstbestimmten Lebens“ zuwider laufe. Teilweise sind die Jungenschaften in die Dachverbände der evangelischen Jugend eingebunden.

## Historische Organisationen

### deutsche evangelische jungenschaft(Süddeutschland)
In der Tradition der d.j.1.11. stand die evangelische jungenschaft 1. November (e.j.1.11.), die sich am 1. November 1956 am Neusatzturm bei Bad Herrenalb auf Initiative von Rüdiger Beile mit sechzig Mitgliedern gründete. Zu diesem Zeitpunkt bestanden drei Gruppen in Karlsruhe, Heidelberg-Kirchheim und Dirmstein. Am 1. November 1957 nach dem Anschluss der Durlacher Gemeindjugend bestand der „junge Bund“ aus dreizehn Horten. Die „Ordnung der e.j.1.11.“ betonte die Unabhängigkeit als „Bund von Jungen in der evangelischen Kirche. [Die e.j.1.11.] gestaltet ihr Leben in eigener Verantwortung“.
Der bislang regionale Bund erweiterte sich am 1. November 1958 durch den Zusammenschluss von Gruppen aus Franken und Württemberg zur deutschen evangelischen jungenschaft. Der Bund umfasste bei der Gründung 180 Jungen in den Ortsringen Karlsruhe, Kirchheim/Heidelberg, Nürnberg und Ditzingen/Stuttgart. 1959 schloss sich der „gau bergstraße“ in Weinheim der d. e. j. an. „Erster Bundesführer der ‚d. e. j.‘ ist Rüdiger Beile, aus der Karlsruher e. j. 1. 11 wird der ‚gau südwest‘ in der d. e. j.“

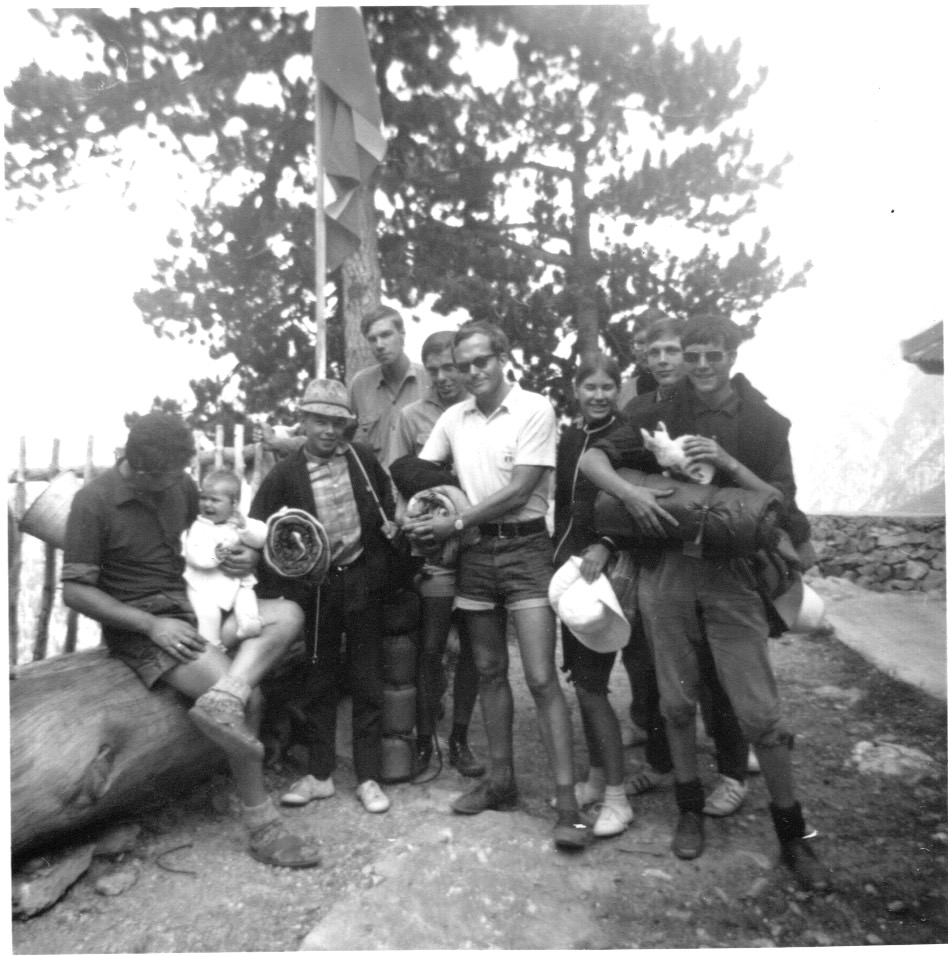
Hellasfahrt 1968 der Evangelischen Jugend Grenzland. Olymp-Hütte, Mitte: R. Beile, links Hüttenwart D. Zolota

„Streitigkeiten […] führen 1961 zu einer Spaltung, die […] das Leben in den Horten stark beeinträchtigt. […] Dem Namen wird ein ‚58‘ zur Abgrenzung von ‚den anderen‘ beigefügt (d. e. j.).“ Die „d. e. j. 58“ hatte 1963 etwa 300 Mitglieder und „Gruppen in Dirmstein, Durlach, Karlsruhe, Landau, Mannheim, Pfeddersheim, Pforzheim, Rotenburg/Fulda und Weinheim.“ Sie nahm am Meißnertag 1963 teil und trat dem Ring junger Bünde bei. Nach dem gemeinsamen Osterlager 1964 schlossen sich die beiden Fraktionen der d. e. j. wieder zusammen.
1965 übernahm Rüdiger Beile das Pfarramt in Jestetten im südbadischen Landkreis Waldshut und gründete am 1. November 1966 die e.j.g.1.11. (evangelische jugend grenzland), die mit einer Horte, drei Gruppen und dem für Mädchen und Jungen offenen Jugendclub bis Mitte der 1970er Jahre aktiv war. Im Mittelpunkt standen hier ökumenische Aktivitäten und Griechenlandfahrten. Gemeinsamkeiten bestanden mit dem Schweizer Altpfaderverband Schaffhausen (APV).
In der ersten Hälfte der 1970er Jahre lösten sich die Jugendgruppen der d. e. j. auf. Der Rechtsträger „deutsche evangelische jungenschaft 58 e. V.“ besteht noch.

### Ring evangelischer Jungenschaften (Norddeutschland)
„Jürgen Domes, […], Hortenführer und Senior der Jungenschaft Kirchheim, 1954-1957 Mitglied des Führerkreise des ‚Ringes Evangelischer Jungenschaften‘, Mitbegründer der d. e. j.“ Nach der Gründung der d. e. j. als Bund „innerhalb der Evangelischen Jugend im Süden“ führte der ‚Ring‘ die Gruppen in Norddeutschland.

## Derzeit aktive Organisationen

### Evangelische Jungenschaften im CVJM Württemberg
Die Gruppen gehören dem CVJM an. Der Vorsitzende des Evangelischen Jugendwerks in Württemberg ist in Württemberg Kraft Amtes zugleich Landesvorsitzender der Gliederung des CVJM im Evangelischen Jugendwerk in Württemberg. Das Evangelische Jugendwerk in Württemberg arbeitet selbständig im Auftrag der Evangelischen Landeskirche in Württemberg. Jährlich wird ein Landesjungenschaftstag ausgerichtet. Im Jahre 1955 wurde Indiaca, eine Handfederballspiel, eingeführt, eine Variante der  Petecaspiele der Ureinwohner Brasiliens. Seit 1968 werden deutsche Meisterschaften ausgetragen. Gespielt wird nach dem Regelwerk Indiaca des CVJM-Gesamtverbandes Deutschland. In der Sportarbeit wird als Zeichen das grüne Eichenkreuz verwendet. 1979 wurden die neuen Webabzeichen Kugelkreuz und CVJM-Dreieck eingeführt.

### Evangelische Jungenschaft Horte
Die Evangelische Jungenschaft Horte (EJH) entstand aus Kreisen des Evangelischen Jungmännerwerkes Württemberg. Gruppen des CVJM in Reutlingen strebten Ende der 1950er Jahre eine stärker bündisch und weniger pietistisch ausgerichteten Form der Jugendarbeit an und trennten sich deshalb vom CVJM. 1960 wurde die EJH unter Führung von Walter Sauer (Wasa) zum selbständigen Bund mit Gruppen in Schwaben. Bundeszeichen ist die Lutherrose in Silber. Bundeszentrum ist der Allenspacher Hof bei Böttingen nordöstlich von Tuttlingen. Bis heute ist die EJH ein reiner Männerbund. Die Horte ist mit anderen Gruppen der bündischen Jugend und Pfadfinderbewegung im Ring junger Bünde Baden-Württemberg zusammengeschlossen, der die angeschlossenen Verbände jugendpolitisch vertritt.1977 und 2017 wurde zu überbündischen Treffen eingeladen.

### evangelische jungenschaft Tyrker
Die e.j. Tyrker ist im Osten Niedersachsens aktiv und eine der Evangelischen Jungenschaften in Deutschland. Die erste Gruppe wurde in den 1960er Jahren gegründet. Mit dem Zusammenschluss der evangelischen Jungenschaften aus Winsen (Luhe), Marschacht, Drennhausen, Tespe und Ramelsloh 1976 gab sich der Jugendbund den neuen Namen „evangelische jungenschaft Tyrker“. Inzwischen existiert nur noch der Stamm in Marschacht. Der Name „Tyrker“ bezieht sich zum einen auf einen legendären Begleiter Leif Erikssons, zum anderen auf eine von Eberhard Koebel um 1930 publizierte Zeitschrift. Die Gruppen sind der jeweiligen örtlichen Kirchengemeinde angegliedert und werden Stämme genannt. In den Stämmen sind die Kleingruppen nach Geschlechtern getrennt.

### In der Evangelischen Schülerarbeit (BK) Berlin zusammengeschlossene Gruppen
Die evangelischen Jungenschaftsgruppen im Raum Berlin finden sich im Verband der Evangelische Schülerarbeit (BK) Berlin zusammen. Dieser wiederum ist ein Landesverband der Arbeitsgemeinschaft Evangelische Schülerinnen- und Schülerarbeit (AES) ist. Die AES entstand aus dem Bund Deutscher Bibelkreise, einer Organisation der Bündischen Jugend mit 20.000 Mitgliedern im Jahr 1933. Die angeschlossenen jungenschaftlichen Gruppen sind:
- Christliche Jungenschaft Friedenau in der evangelischen Kirchengemeinde Zum Guten Hirten in Berlin-Friedenau. Bis März 2013 noch bestand die Christliche Jungenschaft Friedenau (cjf) noch aus zwei eigenständigen Jungenschaften: christlicher bund elanto und Christliche Mädchen- und Jungenschaft Zum Guten Hirten in der evangelischen Kirchengemeinde Zum Guten Hirten in Berlin-Friedenau
- Evangelische Mädchen- und Jungenschaft Argo (BK) in der evangelischen Kirchengemeinde Wustermark
- Evangelische Jungenschaft Wedding (BK) mit zwei Standorten, einmal in der evangelischen Kapernaum-Kirchengemeinde in Berlin-Wedding und einmal in der evangelischen Kirchengemeinde Berlin-Buch

Die Evangelische Jungenschaft Pegasus in der Evangelischen St.-Nikolai-Gemeinde in Berlin-Spandau und die Berliner Gruppen des Jungenbundes Phoenix gehören nicht zum Dachverband BK-Berlin.

### Weitere Gruppierungen
- christliche jungenschaft adendorf
- christliche jungenschaft wiesbaden e. v. „die kreuzfahrer“
- Christliche Jungenschaft Hannover
- Evangelische Jungenschaft Zugvogel
- Evangelische Jungenschaft BK Einbeck